# 忽里
忽里（蒙古语：Quli，13世纪？—1258年？），是金帐汗国（朮赤兀鲁思）的王族成员，朮赤之孙、斡兒答兀鲁思（白帳汗國）建立者斡兒答的次子（一说第五子）。他曾代表斡兒答兀鲁思（朮赤兀鲁思左翼）加入旭烈兀的西亚远征军，获封亚美尼亚地区领地，但后来旭烈兀没收了忽里家族的权益。

## 生平
1251年，在朮赤兀鲁思首领拔都的支持下，拖雷家族的蒙哥成为蒙古帝国第四任大汗。随后，蒙哥决定派遣以次弟忽必烈为总帅的出征东亚的南宋和大理国，以三弟旭烈兀为总帅的出征西亚的阿拉伯帝国。此时，忽里与代表朮赤兀鲁思右翼的秃塔儿（术赤子辛忽儿之子）、中央兀鲁思的不勒合（术赤子昔班之子）一同加入旭烈兀的远征军，他自己代表左翼兀鲁思（斡兒答兀鲁思）。在旭烈兀指挥下，忽里率军从花剌子模进军至德赫斯坦、马赞德兰地区，并因战功获封亚美尼亚作为领地。
1259年蒙哥突然去世后，旭烈兀远征军的局势骤变。旭烈兀得知蒙哥死讯及忽必烈与阿里不哥的汗位争夺战爆发后，决定在伊朗自立，以阿塞拜疆为根据地。但蒙古征服地本是诸王共享的“投下领”，旭烈兀的自立被视为对伊朗土地的非法侵占，尤其因觊觎阿塞拜疆优质草原，与朮赤兀鲁思的矛盾彻底激化。
据《集史·朮赤汗纪》记载，伊斯兰历654年（1256－1257年），旭烈兀以“不勒合密谋反叛并施行巫术”为由将其逮捕，在征得拔都之弟、朮赤兀鲁思（金帐汗国）首领别儿哥同意后，按蒙古札撒将其处决，随后秃塔儿、忽里也相继失势。由于《史集》由旭烈兀后裔合赞汗主持编纂，内容倾向于合理化旭烈兀的行为，且与“旭烈兀汗纪”的记载存在细节矛盾。亚美尼亚史料则称“忽里在巴格达攻陷前已去世，随后不勒合与秃塔儿被按札撒处决，继承忽里地位的明罕被囚禁”。
旭烈兀占据阿塞拜疆并接连处决朮赤家族成员的行为激怒了整个朮赤兀鲁思，右翼首领那海被派往阿塞拜疆讨伐旭烈兀。尽管那海未能将旭烈兀逐出阿塞拜疆，但朮赤兀鲁思与旭烈兀兀鲁思在此地的对立长期延续。

## 子孙
《集史·朮赤汗纪》第一部记载，忽里有三位重要的可敦：出自弘吉剌部的捏的斤（Nendiken）、合达罕（Qadagan），以及在西亚远征中病逝的阔克帖尼（Kökteni）。忽里有五个儿子：秃篾干（Tümken）、秃蛮（Tümen）、明罕（Mingγan）、阿牙赤（Ayači）、木速蛮（Musulman），其中秃蛮为捏的斤所生，木速蛮为合达罕所生。